# Thomas Wyatt

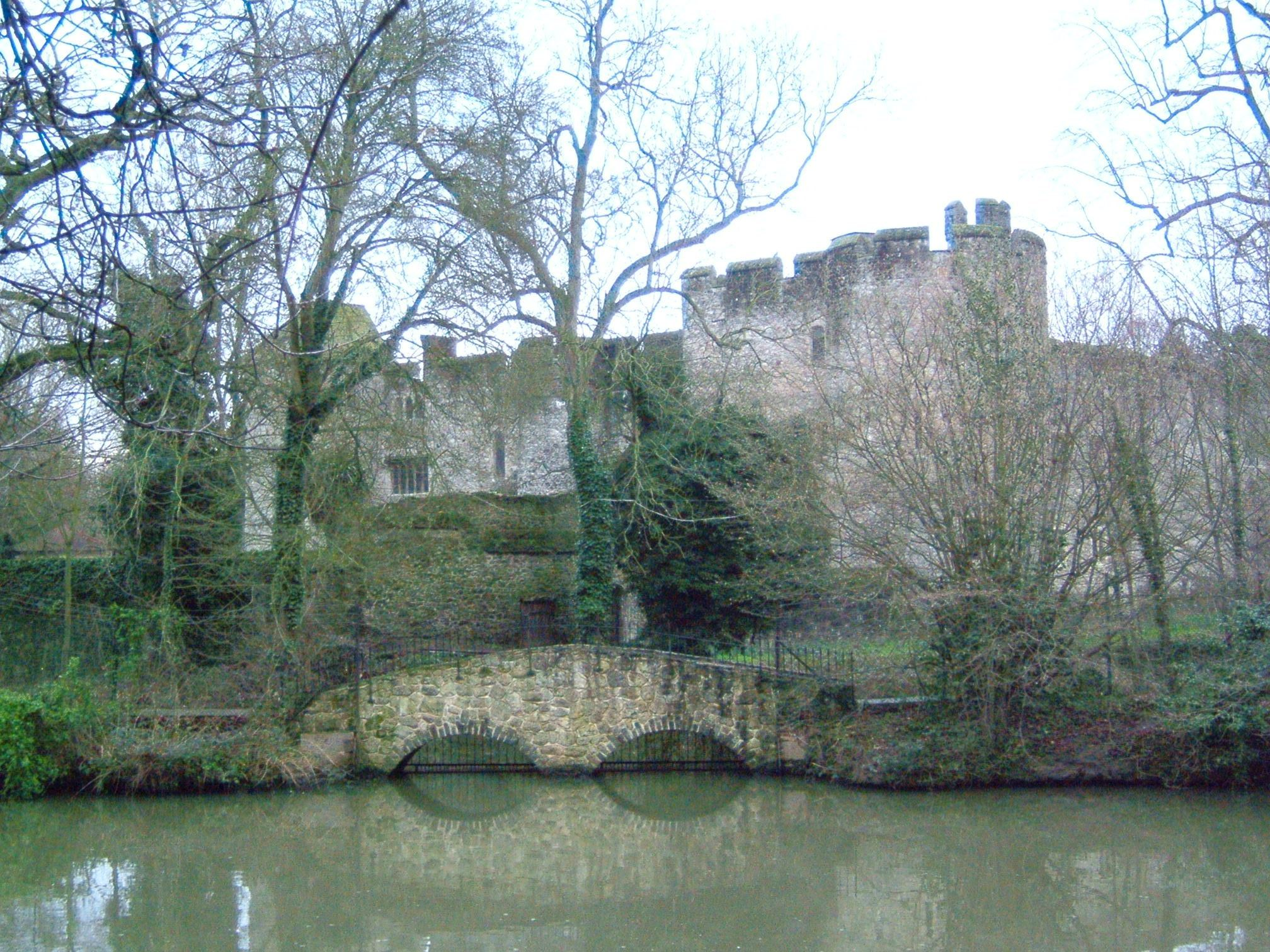
Ellington Castle – miejsce urodzenia Th. Wyatta i jego syna o tym samym imieniu

Thomas Wyatt (ur. 1503, zm. 24 września 1542 w Londynie) – angielski poeta, dyplomata i dworzanin Henryka VIII, tłumacz poezji Petrarki.

## Życiorys
Urodził się w Ellington Castle, niedaleko Madison w Kent. Jego rodzina pochodziła z Yorkshire. Ojciec, Henry, był jednym z tajnych radców Henryka VII i pozostawał nim w momencie kiedy Henryk VIII przejął tron. Thomas Wyatt ukończył edukację w St John’s College na Uniwersytecie Cambridge. Ożenił się w 1521 r. z Elizabeth Brookes (1503-1560), siostrą George'a Brooke'a, dziewiątego Barona Cobham, pochodzącego z rodziny królewskiej. Rok później urodziła mu syna, Thomasa młodszego, który poprowadził słynną rebelię przeciw królowej Marii Tudor w 1554 r. Na początku lat 20. XVI w. Wyatt zakochał się w młodej Annie Boleyn. Jego wnuk pisał później, że zakochał się w niej, kiedy wróciła z Francji zimą 1522 r. Napisał o niej kilka wierszy, jednym z nich był Whoso list to hunt. Plotkowano, że byli kochankami. Ok. 1524 r. Anna zwróciła na siebie uwagę króla Henryka VIII, ale dzięki swojej dyskrecji Wyatt był ostatnią osobą podejrzewaną przez króla o konkury.
Był poetą, ambasadorem i dworzaninem Henryka VIII, który posyłał go w misjach pokojowych do Włoch, Hiszpanii i Francji. Dzięki podróżom na inny kontynent miał szansę czytywać utwory innych poetów. Po powrocie do Anglii, w związku z podejrzeniami o romans z Anne, która była już żoną Henryka VIII, i konfliktem z księciem Suffolku, został uwięziony w londyńskiej Tower of London. Został uwolniony dzięki swojemu przyjacielowi i patronowi Thomasowi Cromwellowi. w 1535 został mianowany na rycerza. Śmierć Cromwella zahamowała na pewien czas jego twórczość.
W l. 30. XVI w. pisał wiersze w Devonshire, deklarując miłość Mary Shelton, kuzynce Anny Boleyn i kochance Henryka VIII, która odrzuciła te wyznania. W 1540 Wyatt był znowu w łaskach króla i otrzymał posiadłości w opactwie Boxley. W 1541 został kolejny raz oskarżony o zdradę stanu. Dzięki interwencji królowej Catherine Howard i pojednaniu z żoną oskarżenia zostały cofnięte, a Wyatt wrócił na stanowisko ambasadora. Niedługo po tych wydarzeniach zachorował i umarł.

## Twórczość
Żaden z wierszy Wyatta nie został opublikowany za jego życia. Pierwszy tomik wierszy został wydrukowany 15 lat po jego śmierci.
W zakończeniu jednego ze swych utworów tak mówi o swoim odejściu:
Now is his song both sung and past;/
My lute, be still for I have done.
(To his lute)
Już odśpiewana ta pieśń i przebrzmiała;/
Cicho luteńko, jam zamilkł już.
(Do swej lutni)
Thomas Wyatt (wraz z Henrym Howardem Surreyem) jest uważany za kluczową postać dla rozwoju angielskiej poezji renesansu, choć jego twórczość jest nierówna, autorstwo nie zawsze pewne, a oceny artystyczne kontrowersyjne. Entuzjazmował się zwłaszcza poezją włoską, ale także francuską. Pisał wiersze liryczne i pieśni wzorowane na poezji C. Marot, epigramaty pod wpływem S.D. Anilano, sonety w stylu Petrarki. Dążąc do nadania poezji w języku angielskim harmonii, wdzięku i szlachetności wyrazu, jakie widział w modelach francuskich i włoskich, Wyatt kopiował dość wiernie obce formy metryczne. Ogromną jego zasługą było przeniesienie na grunt angielski formy sonetu. Nasycenie utworów poetyckich nutą szczerego liryzmu było w tamtym czasie nowością w poezji angielskiej i otworzyło nowe możliwości ekspresji lirycznej. Wyatt starał się również przyswoić inne włoskie formy rymowe, takie jak tercet, oktawa i tzw. strambotti. Eksperymentował z innymi formami poetyckimi, takimi jak epigramy, ronda i pieśni. Pomimo że inspirował się klasycznymi modelami włoskimi, podziwiał też XIV-wiecznego klasyka literatury angielskiej Chaucera. Jego najbardziej znane wiersze mówią o perypetiach romantycznej miłości. Nadał nowy styl poezji metafizycznej następnego stulecia. Wiersze pisał najczęściej pod muzyczny akompaniament, a część pt. Songs and Sonnets weszła w skład dużej antologii poetyckiej opublikowanej w 1557 r. przez wydawcę R. Tottela jako Tottel’s Miscellany. Wyatt jest również autorem kilku satyr, będących parafrazami utworów Horacego oraz wierszowanej wersji psalmów pokutnych. Do najpopularniejszych wierszy Wyatta, przedrukowywanych stale w antologiach i wielokrotnie tłumaczonych, należą Nie zapominaj i Stronią ode mnie, które ongi mnie szukały.